# ادوارد سارکیسف
ادوارد سارکیسف (روسی: Эдуард Рачикович Саркисов؛ زادهٔ ۵ آوریل ۱۹۷۱ در نووراسییسک) بازیکن بازنشسته فوتبال در پست هافبک و مربی فوتبال ارمنی‌تبار اهل روسیه است.

## باشگاهی
از باشگاه‌هایی که در آن بازی کرده‌است می‌توان به باشگاه فوتبال زوریا لوهانسک، باشگاه فوتبال چرنومورتس نووراسییسک، باشگاه فوتبال آرارات ایروان، باشگاه فوتبال کوبان کراسنودار، باشگاه فوتبال اسپارتاک ایوانو-فرانکیفسک و باشگاه فوتبال ژمچوژینا-سوچی اشاره کرد.